# Lophanthus adenocladus
Lophanthus adenocladus là một loài thực vật có hoa trong họ Hoa môi. Loài này được (Bornm.) Levin mô tả khoa học đầu tiên năm 1941.